# پاسکاله کوسرت
پاسکاله کوسرت (انگلیسی: Pascale Cossart؛ زادهٔ ۲۱ مارس ۱۹۴۸) یک دانشمند اهل فرانسه است.